# Carlos Xavier
Carlos Jorge Marques Caldas Xavier (Lourenço Marques (atual Maputo), 26 de janeiro de 1962) é um ex-futebolista português que jogou na posição de médio.

## Carreira

### Clubes
Carlos Xavier iniciou a sua carreira futebolística no Casa Pia, no escalão de iniciados, na época de 1975/1976 depois do regresso da família de Moçambique. Esta escolha deveu-se ao facto de seu pai ter jogado também nessa equipa, como amador.
Na época de 1978/79 ingressou no Sporting Clube de Portugal, onde jogou no escalão júnior, tendo passado a sénior em 1980/81 e representado o clube até à época de 1990/91, com um empréstimo à Académica de Coimbra pelo meio. Na época seguinte foi recrutado por um antigo treinador no Sporting, John Toschack, para representar a equipa espanhola do Real Sociedad.
Por amor à camisola regressou ao Sporting em 1994, tendo abandonado o futebol depois da época de 1995/96, mais cedo do que pretendia.
Depois da saída do Sporting, Caldas Xavier continuou ligado ao desporto, como jogador da Seleção Portuguesa de Futebol de Praia, com a qual ganhou o Campeonato Mundial em 2001. Mais tarde foi treinador adjunto do Estoril Praia..

### Seleção
Carlos Xavier estreou-se pela Seleção Portuguesa de Futebol num jogo de qualificação para o Campeonato Mundial de 1990 contra a Bélgica, em 6 de Setembro de 1989, a primeira de dez internacionalizações. Antes, tinha integrado as seleções nacionais de sub-21 e sub-18.

## Vida pessoal
Carlos tem um irmão gémeo, Pedro que também foi futebolista e cuja carreira coincidiu em alguns momentos com a do irmão. Depois de abandonar o desporto dedicou-se à restauração, gerindo um restaurante na região de Sintra.